# Belomorsk
Belomorsk, též Bělomorsk, (rusky Беломорск, karelsky Šuomua - "Bažinatá země", finsky Sorokka) je město v Karelské republice na severozápadě Ruské federace. Leží na východě Karélie na pobřeží Bílého moře, při ústí řeky Vyg a Bělomořsko-baltského kanálu. Město je centrem Belomorského rajónu. Prochází tudy Murmanská železniční magistrála, z níž zde odbočuje větev na Archangelsk, resp. Vologdu.
V roce 2005 zde žilo 12 600 obyvatel; jejich počet se po rozpadu Sovětského svazu snížil z 19 000 v roce 1990 na úroveň z padesátých let 20. století. 

## Etymologie
Od 12. století byla v ústí řeky Vyg známa vesnice Soroki. Název pochází z jednoho z ramen Vygy, kterou Karelové nazývali Soarijoki - Ostrovní řeka. Roku 1938 byla vesnice přejmenována na Bělomorsk. 

## Historie

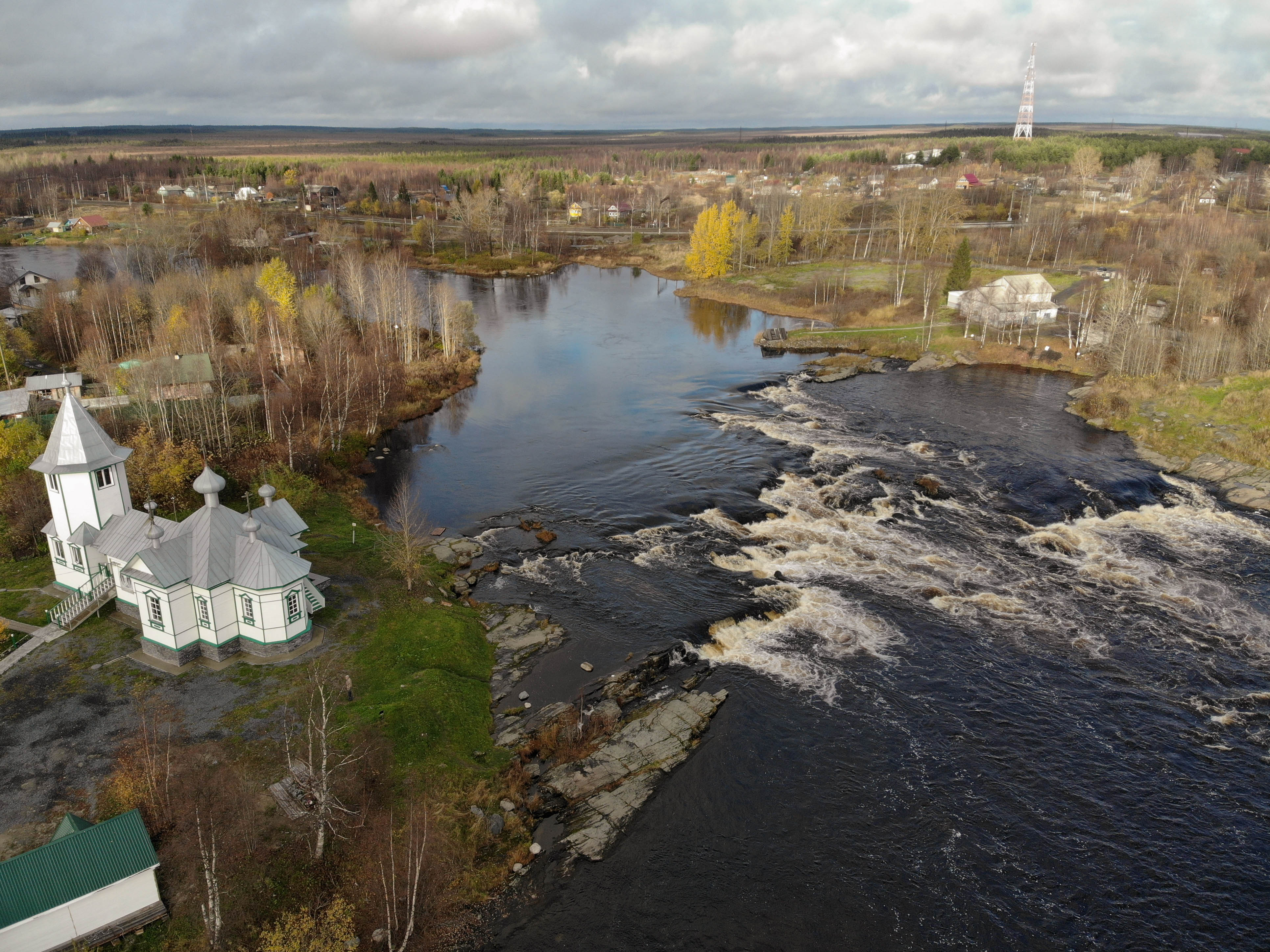
Kostel v Bělomorsku u peřejí

První písemné zprávy o osadě Soroka jsou z roku 1419. Roku 1429 se vypravili ze Soroki svatý German Solovecký a svatý Savvatij Solovecký na Solovecké ostrovy, kde založili slavný Solovecký klášter.
V roce 1551 car Ivan IV. Hrozný daroval přímořskou vesnici Sorotskaju Soloveckému monastýru.
Roku 1869 na okraji osady Soroka postavil obchodník se dřevem Mitrofan Petrovič Beljajev velký parní mlýn na dřevo. Roku 1912 zde existovaly již tři takové továrny.
Uvedení Bělomořsko-baltského kanálu do provozu v roce 1933 bylo impulsem k průmyslovému rozvoji osad, které se staly později součástí Bělomorsku. 
Dekretem prezidia Nejvyššího sovětu RSFSR ze dne 11. září 1938 byla vesnice Soroka, dřevorubecká vesnice Solunina, vesnice Vodnikov a vesnice Soroksakaja spojeny do jednoho celku, který byl pojmenován Bělomorsk a získal status města.
Během sovětské-finské války byl Bělomorsk dočasným hlavním městem Karelo-finské SSR.